# Tarn (dipartimento)
Il Tarn è un dipartimento francese della regione dell'Occitania. Il territorio del dipartimento confina con i dipartimenti dell'Aveyron a nord-est, dell'Hérault a sud-est, dell'Aude a sud, dell'Alta Garonna (Haute-Garonne) a sud-ovest e del Tarn e Garonna a nord-ovest.
Prende il nome dal fiume Tarn, che l'attraversa. La principale città, dopo il capoluogo Albi, è Castres.